# Crise climática

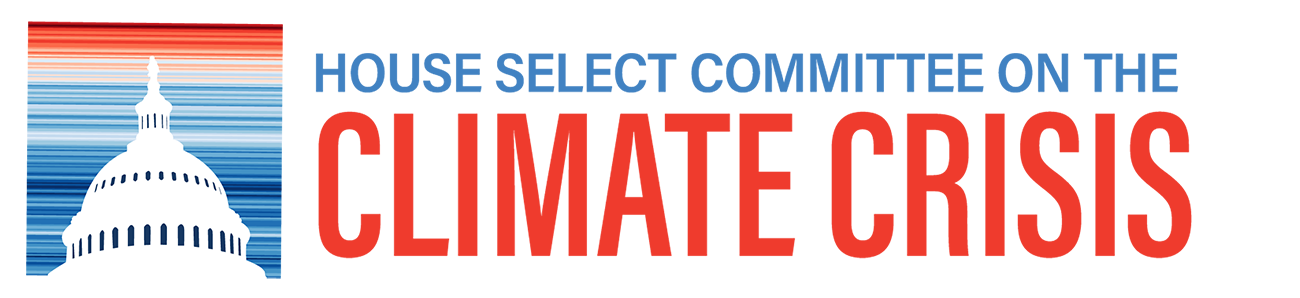
Logotipo do en (formação autorizada em 9 de janeiro de 2019). O antigo comitê climático da Câmara (formado em 2007), chamado Comitê Seleto de Independência Energética e Aquecimento Global, foi abolido quando os republicanos recuperaram o controle da Câmara em 2011.

Crise climática (em inglês, climate crisis) é um termo que descreve o aquecimento global e seus impactos. O termo tem sido usado para descrever a ameaça do aquecimento global para o planeta e para instar a mitigação agressiva do fenômeno. Um artigo de janeiro de 2020, publicado na revista científica BioScience e endossado por mais de 11 mil cientistas, afirmou que "a crise climática chegou" e que um "imenso aumento de escala nos esforços para conservar nossa biosfera é necessário para evitar sofrimento incalculável devido à crise climática."
O termo é aplicado por aqueles que "acreditam que ele evoca a gravidade das ameaças que o planeta enfrenta pelas contínuas emissões de gases do efeito estufa e pode ajudar a estimular o tipo de força de vontade política que há muito falta na defesa do clima". Acreditam que, assim como "aquecimento global" atraiu mais engajamento emocional e apoio à ação do que "mudança climática", chamar o fenômeno de "crise" poderia ter um impacto ainda mais forte.
Um estudo mostrou que o termo invoca uma forte resposta emocional ao transmitir um senso de urgência; alguns alertam que esta resposta pode ser contraproducente, e pode causar um efeito de reação devido a percepções de exagero alarmista.

## Base científica
Embora uma linguagem poderosa tenha sido usada há muito tempo em advocacia, política e mídia, até o final da década de 2010, a comunidade científica tradicionalmente permaneceu mais restrita em sua linguagem. No entanto, em uma declaração de novembro de 2019 publicada na edição de janeiro de 2020 da revista científica BioScience, um grupo de mais de 11 mil cientistas argumentou que descrever o aquecimento global como uma "emergência climática" ou "crise climática" era apropriado. Os cientistas afirmaram que um "imenso aumento de escala no esforço" é necessário para conservar a biosfera, mas notaram "sinais profundamente preocupantes" — incluindo aumentos sustentados nas populações de gado, produção de carne, perda de cobertura arbórea, consumo de combustível fóssil, transporte aéreo e emissões de CO2 — concomitante com tendências ascendentes nos impactos climáticos, como aumento da temperatura, derretimento do gelo global e clima extremo.
Também em novembro de 2019, um artigo publicado na Nature concluiu que as evidências de aquecimento global descontrolado por si só sugerem que "estamos em um estado de emergência planetária", definindo "emergência" como produto de "risco" e "urgência", com ambos os fatores julgados como "agudos". O artigo referenciou relatórios especiais do Painel Intergovernamental sobre Mudanças Climáticas (IPCC) de 2018 e 2019, sugerindo que o aquecimento global descontrolado pode ser atingido com apenas 1 a 2 °C de aquecimento médio global (o aquecimento atual é de ~1 °C).

## Definições
No contexto do aquecimento global, Pierre Mukheibir, professor de Futuros da Água na Universidade de Tecnologia de Sydney, afirma que o termo "crise" é "um ponto ou situação crucial ou decisiva que pode levar a um aquecimento global descontrolado", um envolvendo uma "circunstância sem precedentes". Nesse contexto, uma definição de dicionário afirma que "crise" significa "um ponto de virada ou uma condição de instabilidade ou perigo", e implica que "uma ação precisa ser tomada agora ou então as consequências serão desastrosas". Outra definição diferencia o termo de "aquecimento global" e "mudanças climáticas", definindo "crise climática" como "os vários efeitos negativos que as mudanças climáticas não mitigadas estão causando ou ameaçando causar em nosso planeta, especialmente onde esses efeitos têm um impacto direto sobre a humanidade."

## Uso

### Histórico

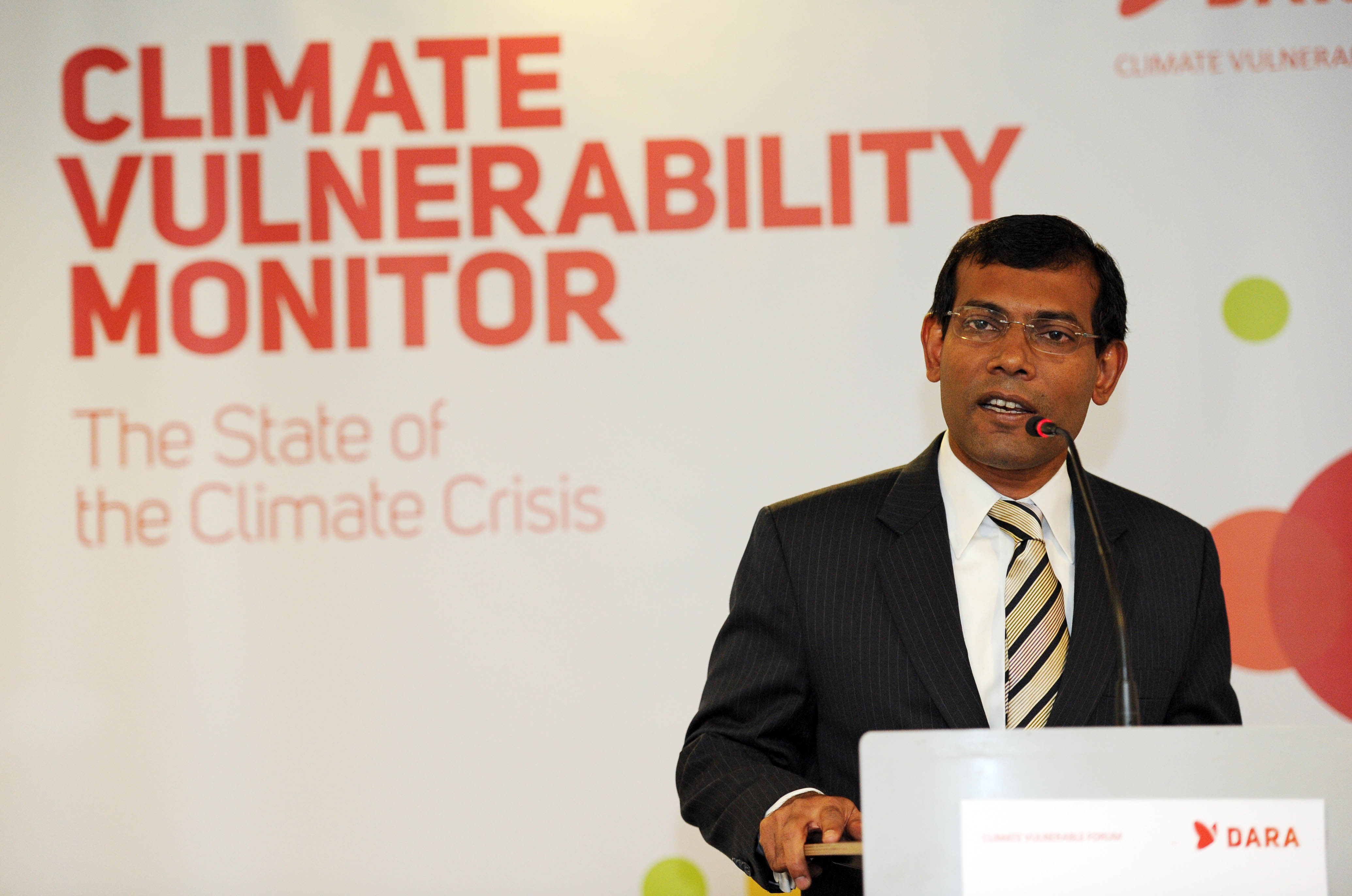
Mohamed Nasheed, então presidente das Maldivas, no lançamento do en em 2009, onde o termo "crise climática" é usado (ao fundo).

O ex-vice-presidente dos EUA Al Gore usa o termo "crise" desde a década de 1980, com o termo sendo formalizado pela Coalizão de Crise Climática, formada em 2004.
Um relatório de 1990 da American University International Law Review [en] inclui materiais selecionados que usam repetidamente o termo "crise". Incluído nesse relatório, "The Cairo Compact: Toward a Concerted World-Wide Response to the Climate Crisis" (lit. "O Pacto do Cairo: Rumo a Uma Resposta Mundial Concertada à Crise Climática"; 21 de dezembro de 1989) afirma que "Todas as nações [...] terão que cooperar em uma escala sem precedentes. Terão que assumir compromissos difíceis sem demora para enfrentar esta crise."

### Recente

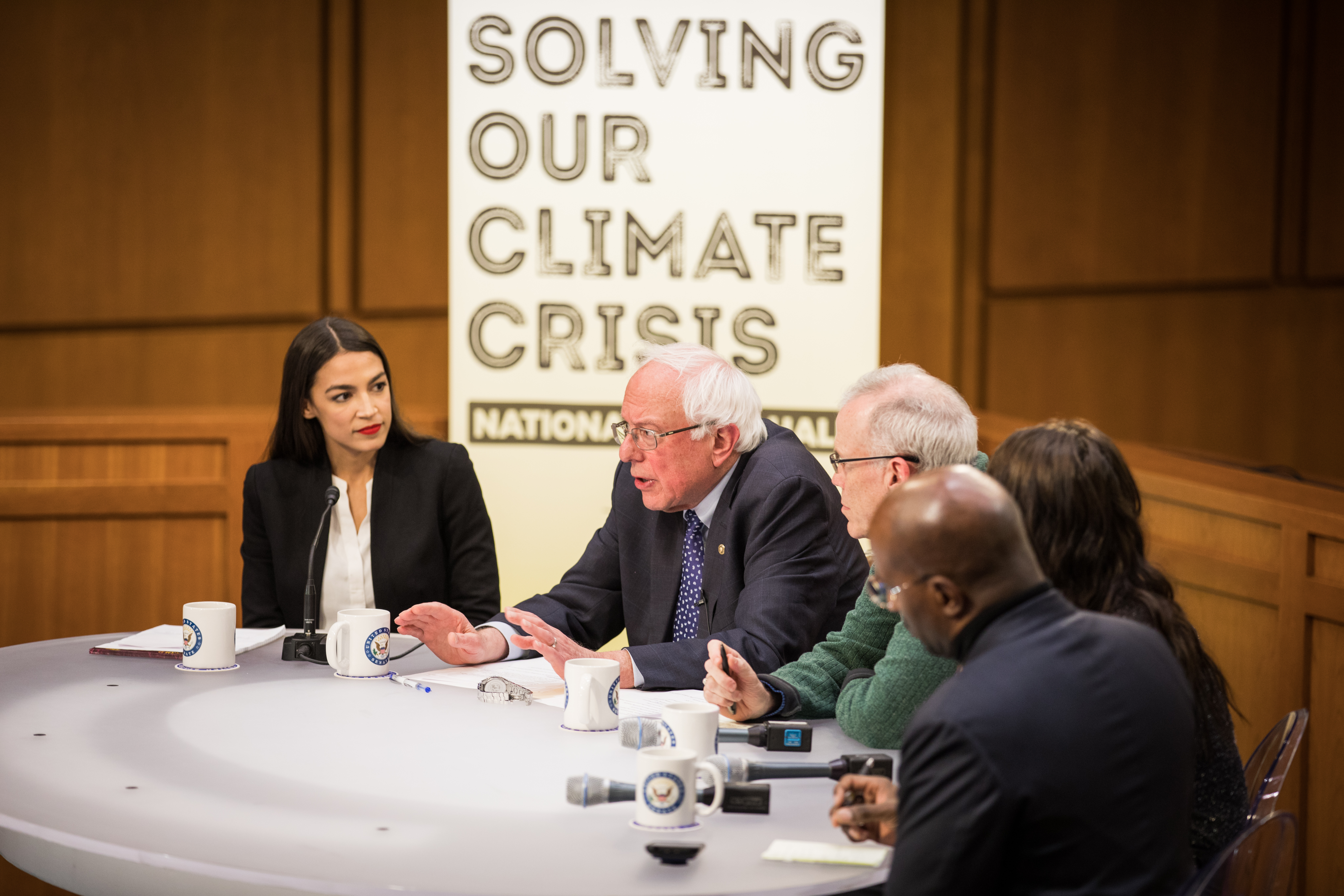
Representante eleita dos EUA Alexandria Ocasio-Cortez e senador dos EUA Bernie Sanders em dezembro de 2018: "Resolvendo nossa crise climática"

No final da década de 2010, a frase surgiu "como uma peça crucial do léxico do falcão do clima", sendo adotada pelo Green New Deal, The Guardian, Greta Thunberg e candidatos políticos democratas dos EUA, como Kamala Harris. Ao mesmo tempo, tornou-se mais popular "após uma série de terríveis advertências científicas e reviveu a energia no mundo da advocacia".
No final de 2018, a Câmara dos Representantes dos Estados Unidos estabeleceu o Comitê Seleto da Câmara dos Estados Unidos sobre a Crise Climática [en], um termo que um jornalista da The Atlantic descreveu como "um lembrete de como a política energética mudou na última década". O antigo comitê climático da Câmara (formado em 2007), chamado Comitê Seleto de Independência Energética e Aquecimento Global, foi abolido quando os republicanos recuperaram o controle da Câmara em 2011.
A Public Citizen [en] informou que, em 2018, menos de 10% dos artigos nos cinquenta principais jornais dos EUA usavam os termos "crise" ou "emergência". Em 2019, a campanha "Call it a Climate Crisis" (lit. "Chame-a de Crise Climática"), instando as principais organizações de mídia a adotar o termo, afirmou que, em 2018, apenas 3,5% dos segmentos de notícias da televisão nacional se referiam às mudanças climáticas como uma crise ou emergência, (50 de 1400), embora a Public Citizen tenha relatado o triplo desse número de menções, 150, apenas nos primeiros quatro meses de 2019.

    As palavras que repórteres e âncoras usam importam. O que eles chamam de algo molda como milhões o veem — e influencia como as nações agem. E hoje, precisamos agir com ousadia e rapidez. Com os cientistas alertando para uma catástrofe global, a menos que reduzamos as emissões até 2030, as apostas nunca foram tão altas e o papel da mídia nunca foi tão crítico.

    Estamos pedindo que você chame o superaquecimento perigoso de nosso planeta e a falta de ação para detê-lo, o que realmente é — uma crise — e para cobri-la como uma.

Carta aberta da Public Citizen, 6 de junho de 2019
Após o uso de "crise climática" em setembro de 2018 pelo secretário-geral da ONU António Guterres, em 17 de maio de 2019, o The Guardian atualizou formalmente seu guia de estilo para favorecer "emergência climática, crise ou colapso" e "global heating" no lugar de "mudança climática". A editora-chefe Katharine Viner explicou: "Queremos garantir que estamos sendo cientificamente precisos, ao mesmo tempo em que nos comunicamos claramente com os leitores sobre esta questão muito importante. A frase 'mudança climática', por exemplo, soa bastante passiva e gentil quando o que cientistas estão falando é uma catástrofe para a humanidade." O The Guardian tornou-se um dos principais parceiros da Covering Climate Now, uma iniciativa de organizações de notícias fundada em 2019 pela Columbia Journalism Review e The Nation para atender à necessidade de uma cobertura climática mais forte.
Em junho, a agência de notícias espanhola EFE anunciou que sua frase de preferência era crisis climática com a jornalista da Grist Kate Yoder comentando que "esses termos estavam surgindo em todos os lugares", acrescentando que "crise climática" está "tendo um momento". Em novembro de 2019, o Hindustan Times também adotou o termo porque "mudança climática" "não reflete corretamente a enormidade da ameaça existencial". Da mesma forma, o jornal de Varsóvia, Polônia Gazeta Wyborcza [en] usa o termo "crise climática" em vez de "mudança climática", com um editor-chefe descrevendo o fenômeno como um dos tópicos mais importantes que o jornal já abordou.
Por outro lado, em junho de 2019, a Canadian Broadcasting Corporation atualizou seu guia linguístico, acrescentando: "'Crise climática' e 'emergência climática' são aceitáveis em alguns casos como sinônimos de 'mudança climática'. Mas nem sempre são a melhor escolha... Por exemplo, 'crise climática' pode trazer um ar de advocacia em certa cobertura política". A atualização levou o professor de jornalismo Sean Holman a dizer que "os jornalistas estão sendo dilacerados por dois valores concorrentes no momento. O primeiro é nosso trabalho de dizer a verdade. Somos, acima de tudo, os profissionais da sociedade que buscam a verdade e dizem a verdade. Mas o segundo valor que achamos importante é parecer imparcial, porque se parecermos imparciais, as pessoas acreditarão que estamos dizendo a verdade. Acho que o que aconteceu aqui é que grandes áreas da sociedade, incluindo partidos políticos e governos inteiros, bem como eleitores, não acreditam na verdade. E assim, ao dizer a verdade, para esses indivíduos, parecemos ser tendenciosos."
Em junho de 2019, 70 ativistas climáticos foram presos por se manifestarem do lado de fora dos escritórios do The New York Times, instando o jornal a adotar as frases "emergência climática" ou "crise climática", sendo a manifestação parte da pressão pública que influenciou a Câmara Municipal a fazer de Nova Iorque a maior cidade a adotar formalmente uma declaração de emergência climática.
Em maio de 2019, o Climate Reality Project [en] de Al Gore (2011–) promoveu uma petição aberta pedindo às organizações de notícias que usassem "crise climática" no lugar de "mudança climática" ou "aquecimento global", dizendo "é hora de abandonar ambos os termos na cultura". Da mesma forma, o Sierra Club, o Movimento Sunrise [en], Greenpeace e outras organizações ambientais e progressistas se juntaram em uma carta de 6 de junho de 2019 da Public Citizen para organizações de notícias, exortando-os a chamar a mudança climática e a inação humana "o que realmente é — uma crise — e para cobri-la como uma".

    Não podemos resolver uma crise sem tratá-la como uma crise. Nem podemos tratar algo como uma crise a menos que entendamos a emergência.

Greta Thunberg, 10 de dezembro de 2020
Em novembro de 2019, o site Oxford Dictionaries incluiu "crise climática" em sua lista de palavras do ano de 2019; a lista reconhece termos que "refletem o ethos, humor ou preocupações do ano que passa" e que têm "potencial duradouro como um termo de significado cultural".
Em 2021, o jornal finlandês Helsingin Sanomat [en] criou uma fonte tipográfica variável gratuita chamada "Climate Crisis" com oito tamanhos diferentes, que se correlacionam com o declínio do gelo do mar Ártico [en], permitindo visualizar como o derretimento do gelo mudou ao longo das décadas. O diretor de arte do jornal postulou que a fonte evoca a estética do ambientalismo e constitui inerentemente um gráfico de visualização de dados.
Em uma atualização de 2021 ao Alerta dos Cientistas do Mundo para a Humanidade [en], cientistas relataram que as evidências de pontos de inflexão próximos ou cruzados de elementos críticos do sistema da Terra [en] estão se acumulando, que as jurisdições de 1990 reconheceram formalmente um estado de emergência climática, que são necessárias atualizações frequentes e acessíveis sobre a crise climática ou emergência climática, que a "recuperação verde" do COVID-19 foi insuficiente e que Correção estrutural [en] acima da política são necessárias.

## Terminologia alternativa

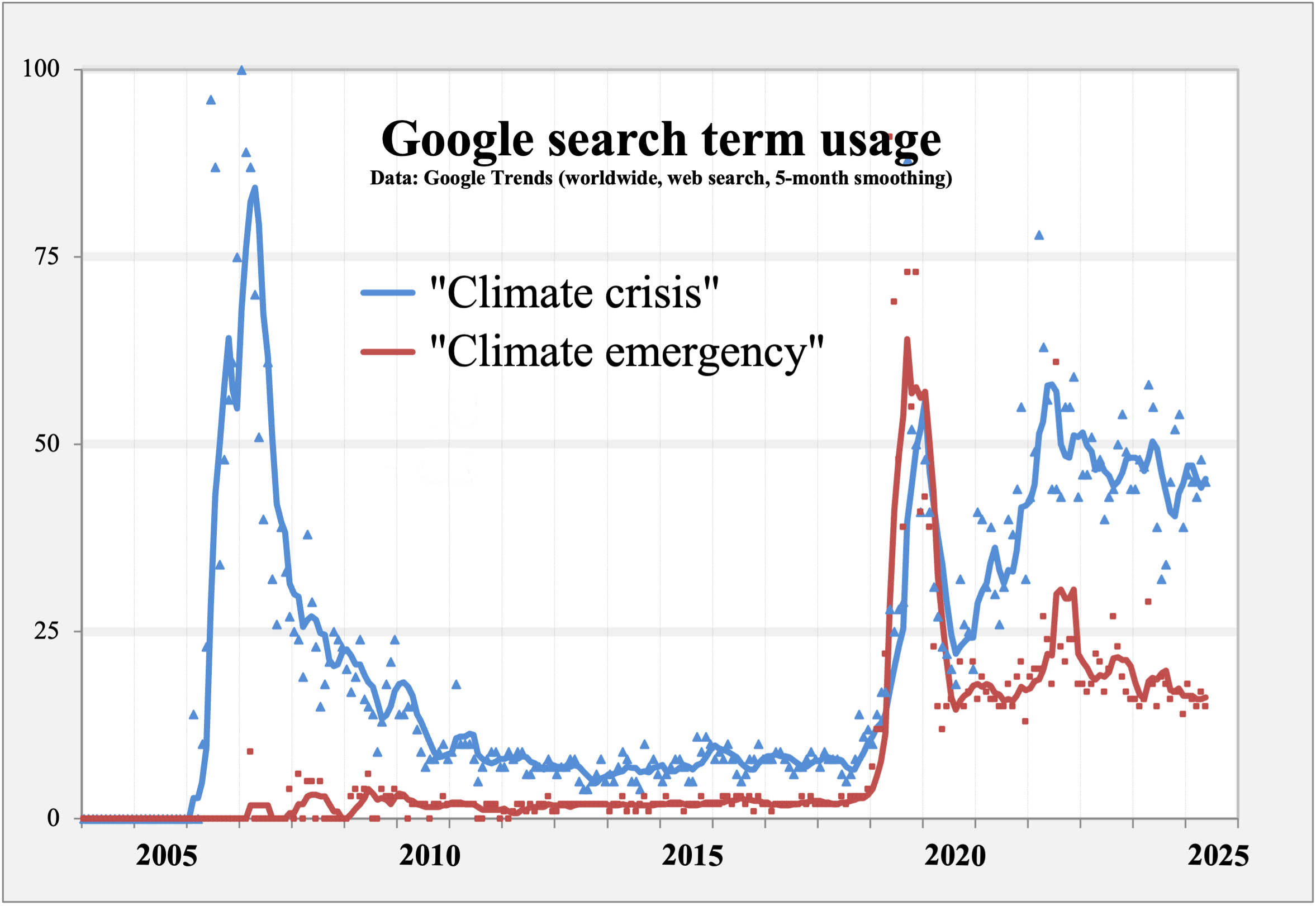
Dados do Google Trends mostram que, após o lançamento do filme de Al Gore Uma Verdade Inconveniente (2006) pesquisas por "crise climática" aumentaram, com um ressurgimento começando em final de 2018. Também grafado: pesquisas por "emergência climática".

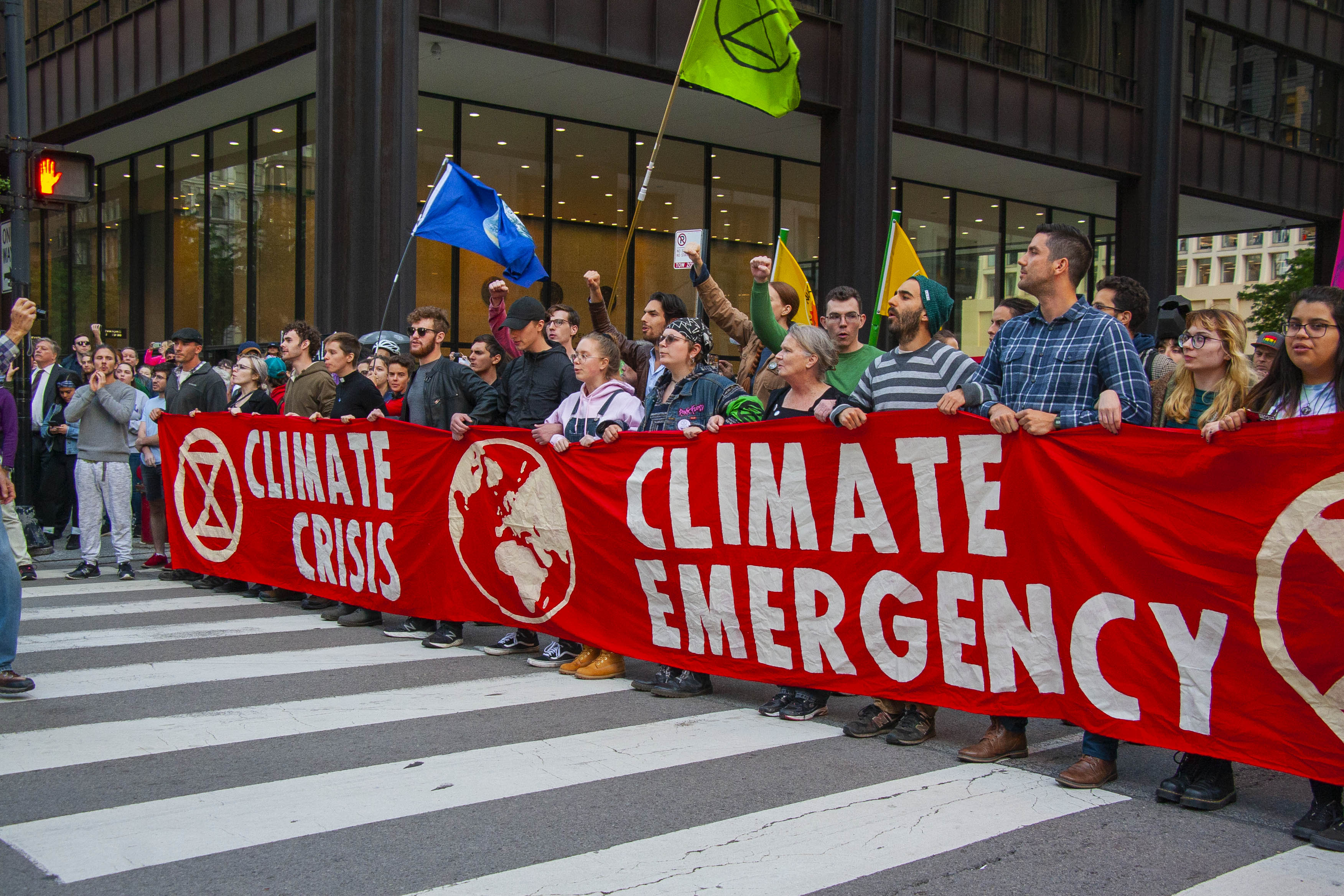
Um exemplo dos termos "crise climática" e "emergência climática" sendo usados juntos

Pesquisas mostram que como um fenômeno é chamado, ou como ele é enquadrado, "tem um efeito tremendo em como o público passa a perceber esse fenômeno" e "pode ter um impacto profundo na reação do público".
As mudanças climáticas e seus efeitos. às vezes são descritos em termos semelhantes a "crise climática", como:
- "catástrofe climática" (usado com referência a um documentário David Attenborough de 2019,[39] à temporada de incêndios na Austrália de 2019–2020,[40] e às inundações no Paquistão em 2022[41])
- "ameaças que impactam a Terra" (World Wildlife Fund, 2012—)[42]
- "colapso climático" (cientista climático Peter Kalmus [en], 2018)[43]
- "caos climático" (título de artigo do The New York Times, 2019;[44] candidatos democratas dos EUA, 2019;[45] e uma equipe de marketing da Ad Age, 2019)[22]
- "ruína climática" (candidatos democratas dos EUA, 2019)[45]
- "global heating"[a] (Richard A. Betts [en], Met Office, 2018)[23]
- "emergência climática" ("Alerta dos Cientistas do Mundo para a Humanidade",[6] na BioScience,[46][47] e no The Guardian,[3][24] ambos em 2019),
- "colapso ecológico", "crise ecológica" e "emergência ecológica" (todos estabelecidos pela ativista climática Greta Thunberg, 2019)[48]
- "colapso global", "Terra Queimada", "O Grande Colapso" e "Earthshattering" (uma equipe de marketing da Ad Age, 2019)[22]
- "desastre climático" e "apocalipse climático [en]" (The Guardian, 2019)[49]
- "calamidade climática" (Los Angeles Times, 2022)[50]
- "destruição climática" ("climate havoc"; The New York Times, 2022)[51]
- "poluição climática", "poluição por carbono"[52]

Além de "crise climática", vários outros termos foram investigados por seus efeitos sobre o público, incluindo "aquecimento global", "mudança climática" e "disrupção climática", bem como "destruição ambiental", "desestabilização climática" e "colapso ambiental".

## Eficácia
Em setembro de 2019, a jornalista da Bloomberg Emma Vickers postulou que a terminologia de crise — embora a questão fosse, literalmente, de semântica — poderia estar "mostrando resultados", citando uma pesquisa de 2019 do The Washington Post e da Kaiser Family Foundation [en] dizendo que 38% dos adultos dos EUA denominaram a mudança climática como "uma crise", enquanto um número igual a chamou de "um grande problema, mas não uma crise". Cinco anos antes, apenas 23% dos adultos dos EUA a consideravam uma crise. Por outro lado, o uso de "crise" em várias declarações de emergência climática não vinculativas não foi eficaz (desde setembro de 2019) para fazer os governos "mudar para a ação".

### Preocupações com a terminologia de crise
Alguns comentaristas escreveram que o "enquadramento de emergência" pode ter várias desvantagens. Especificamente, esse enquadramento pode priorizar implicitamente as mudanças climáticas sobre outras questões sociais importantes, incentivando assim a competição entre ativistas em vez de cooperação e marginalizando a dissidência dentro do próprio movimento de mudança climática. Pode sugerir uma necessidade de soluções por parte do governo, o que oferece um compromisso de longo prazo menos confiável do que a mobilização popular, e que pode ser percebido como "imposto a uma população relutante". Finalmente, pode ser contraproducente ao causar descrença (ausência de efeitos dramáticos imediatos), desempoderamento (em face de um problema que parece esmagador) e retraimento – em vez de fornecer ação prática a longo prazo.
Seguindo um raciocínio similar, o pesquisador australiano de comunicação climática David Holmes comentou sobre o fenômeno da "fadiga da crise", em que a urgência de responder às ameaças perde seu apelo ao longo do tempo. Holmes disse que há um "orçamento semântico limitado" para essa linguagem, alertando que pode perder audiência se o tempo passar sem políticas significativas para lidar com a emergência.
Outros escreveram que, se "os apelos ao medo geram um engajamento sustentado e construtivo" é uma questão complexa, mas que a resposta é "geralmente não", com psicólogos observando que as respostas dos humanos ao perigo (lutar, fugir ou congelar) podem ser mal adaptadas. Concordando que o medo é uma "emoção paralisante", Sander van der Linden [en], diretor do Laboratório de Tomada de Decisões Sociais de Cambridge, prefere "crise climática" a outros termos porque transmite uma sensação de urgência e otimismo, e não uma sensação de desgraça porque "as pessoas sabem que as crises podem ser evitadas e que podem ser resolvidas".
A cientista climática Katharine Hayhoe alertou no início de 2019 que o enquadramento como crise é apenas "eficaz para aqueles já preocupados com as mudanças climáticas, mas complacentes em relação às soluções". Ela acrescentou que "ainda não é eficaz" para aqueles que percebem os ativistas climáticos "como Chicken Littles alarmistas", postulando que "reforçaria ainda mais suas noções pré-concebidas e incorretas". Em junho de 2019, a Canadian Broadcasting Corporation atualizou seu guia linguístico, dizendo que o termo "crise climática" "pode trazer um ar de advocacia em certa cobertura política".
Dois jornalistas alemães alertaram, respectivamente, que "crise" pode ser erroneamente entendida como uma sugestão de que a mudança climática é "intrinsecamente episódica" — crises sendo "ou resolvidas ou superadas" — ou como um estado temporário antes de um retorno à normalidade — o que, de fato, não é possível.

### Estudos psicológicos e neurocientíficos
Um estudo de 2013 pesquisou as respostas de participantes (a maioria calouros da faculdade) depois de lerem diferentes simulações de artigos escritos. O estudo concluiu que "'crise climática' era mais provável de criar efeitos de reação de descrença e percepções reduzidas de preocupação, provavelmente devido a percepções de exagero", e sugeriu que outros termos ("disrupção climática" e "aquecimento global" ) deveriam ser usados, principalmente ao se comunicar com públicos céticos.
Um estudo neurocientífico do início de 2019 (dividido igualmente entre republicanos, democratas e independentes) por uma agência de consultoria de publicidade envolveu medições de eletroencefalografia (EEG) e resposta galvânica da pele [en] (GSR). O estudo, medindo as respostas aos termos "crise climática", "destruição ambiental", "colapso ambiental", "desestabilização climática", "aquecimento global" e "mudanças climáticas", descobriu que os democratas tiveram uma resposta emocional 60% maior a "crise climática" do que "mudança climática", com a resposta correspondente entre os republicanos triplicando. Diz-se que a "crise climática" teve "um bom desempenho em termos de respostas em todo o espectro político e provocou a maior resposta emocional entre os independentes". O estudo concluiu que o termo "crise climática" provocou respostas emocionais mais fortes do que termos "neutro" e "desgastados" como "aquecimento global" e "mudança climática", incentivando assim um senso de urgência — embora não tão forte quanto a causar dissonância cognitiva que faria com que as pessoas gerassem contra-argumentos. No entanto, o CEO da empresa que conduz o estudo observou geralmente que a intensidade visceral pode sair pela culatra, especificando que outro termo com uma resposta ainda mais forte, "destruição ambiental", "provavelmente é visto como alarmista, talvez até implicando culpa, o que pode levar a contra-argumentos e resistência."